# Steigra
Steigra es un municipio alemán del estado de Sajonia-Anhalt. Tiene una extensión de 16,07 kilómetros cuadrados, se encuentra a una altitud de 213 metros y tenía en 2008 una población de 1.329 habitantes.
En Steigra hay un laberinto de tipo clásico de once vueltas que se cree construido en el siglo XVII, probablemente por soldados suecos, junto a la calle que conduce al cercano municipio de Querfurt. Tiene un diámetro de 12,2 por 10,8 metros y está realizado con hierba sobre caballones de tierra. Es uno de los pocos laberintos de césped conservados.